# Clerheid
Clerheid (ou Clerhé) est un village belge situé dans la commune d'Érezée dans la province de Luxembourg.

## Toponymie
Cler vient de clarus signifiant « clairière ». Heyd est une bruyère, signifiant « terrain à découvert ». Il s'écrit aussi Clerhé.

## Géographie
Clerheid se trouve en face de Briscol, au nord de la route qui traverse le « Bois du Pays » en forte montée vers Grandmenil. Ce hameau est majestueusement perché sur un haut plateau au-dessus de la vallée de l'Estinale et, comme une forteresse imprenable, défie les alentours. C'est un excellent poste d'observation pour les touristes. De là, en effet, on a des vues superbes dont on porte les regards à plus de vingt kilomètres à la ronde et en ligne droite, on peut voir Maffe dans le pays de Ciney. À gauche, c'est le « Bois du Pays » souvent cité, qui fait comme une haute palissade à ce cirque de montagnes. Sadzot et Briscol, Awez et Estiné semblent tous les quatre, descendre dans la vallée pour rivaliser de politesse, tandis qu'Erpigny laisse voir le clocheton de sa chapelle castrale.

## Démographie
Le village compte quelques vieilles fermes. En 1793, il dépendait du diaconat d'Ouffet et on comptait 17 maisons, 15 laboureurs, 5 charrons, 1 menuisier, 1 taillandier, 1 tisserand ; en 1891, 156 habitants, 37 maisons, 33 granges, 40 écuries.[réf. nécessaire]
Les dernières années, et plus particulièrement les années 2000, ont vu apparaître des maisons bâties dans un style qui n'a rien à voir avec l'esprit des maisons traditionnelles de la région.

## Histoire
Parmi les vieux actes, on peut signaler celui des seigneurs datant de l'an 1411. [réf. nécessaire]
- Georges de Lardenois, sire de Clerhez, Cher banneret, avait épousé N. dont il eut Thomas, qui suit.
- Thomas de Lardenois,  sire de Clerhez, vivait en 1411 ; il mourut le 24 mars 1428. Il eut Philippe de Clerhez, qui vivait le 13 janvier et le 23 décembre 1424, Thomasson de Clerhez, qui mourut le 4 mars 1428, sans hoirs, et Lambert qui suit.
- Lambert de Lardenois, seigneur en partie de Chessonfosse, épousa Agnès et fut la souche des seigneurs de Ville (MY).

## Activités
Le village de Clerheid est bien connu de nombreux enfants qui sont venus y passer classes vertes ou camps de vacances. L'école de Clerheid pratique une pédagogie basée sur l'écoute, l'amour et le respect. Un des outils majeurs de cette pédagogie est le contact avec les animaux de la ferme. À l'école de Clerheid on trouve quasi toujours un ou deux chevaux de trait, un âne, des chèvres, des moutons, des poules et des lapins. Les soins à prodiguer aux animaux sont délégués aux enfants qui apprennent ainsi des notions de responsabilité. De cette manière, les organisateurs espèrent développer chez l'enfant sérénité et émerveillement. C'est à l'extérieur que se passent la majorité des activités. Profitant du cadre de la région, les enfants découvrent la nature au quotidien.
Les activités marquantes de l'école de Clerheid sont le camp roulotte, les camps Robinson, les camps cirque, les camps nature. Bien d'autres thèmes ont fait l'histoire de l'école ; les camps Indiens, camps bateaux, camps caisse à savon, camps théâtre...
L'école de Clerheid n'est pas une école de village avec des enseignants mais bien un centre de vacances et de classes vertes, avec son chapiteau monté pendant le printemps et l'été dans une des prairies sur la route qui mène à Mormont.

## Cairn

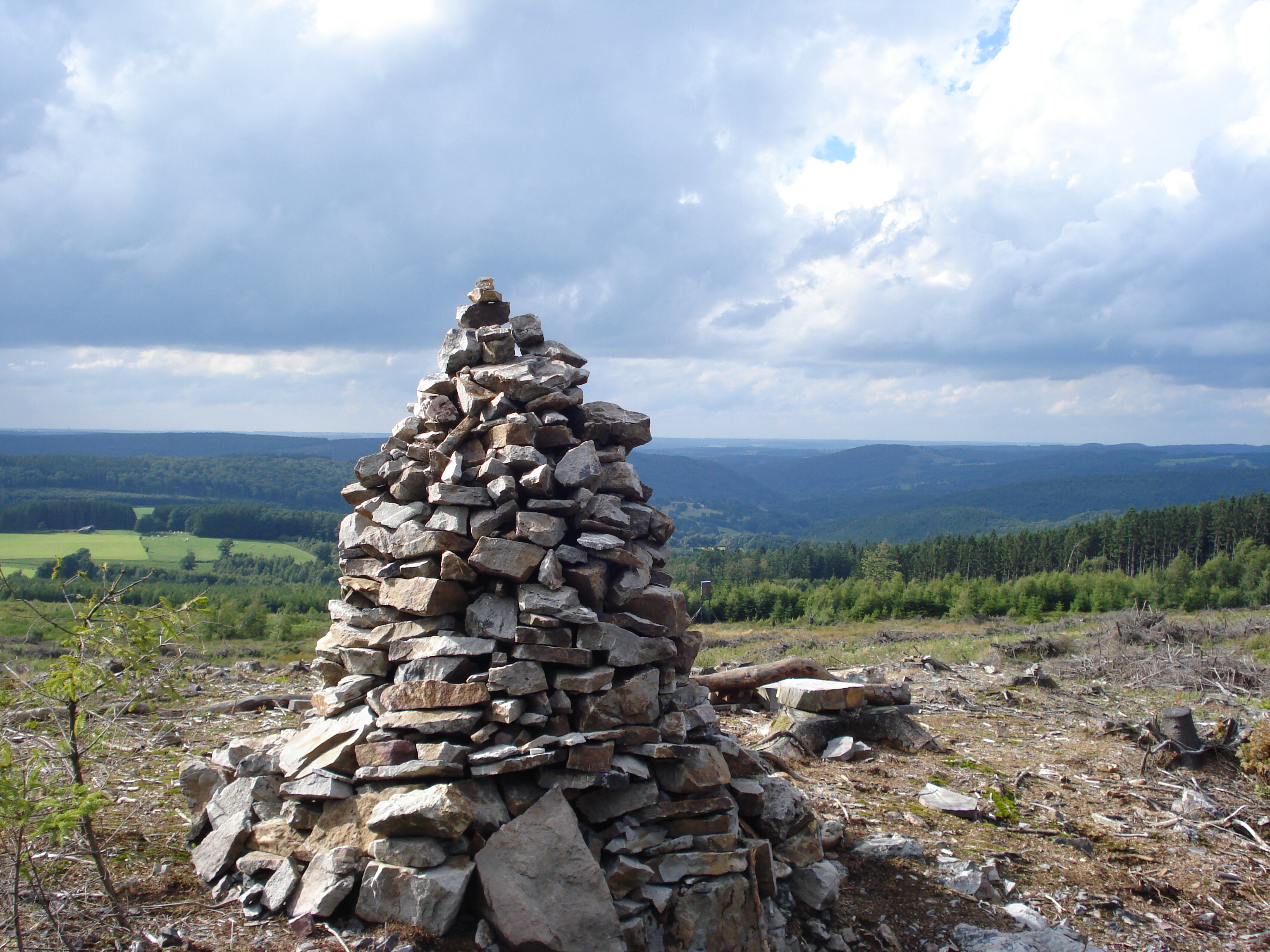
Le cairn

Au sommet du village, à l'entrée du bois du pays, un cairn s'élève. Par temps dégagé on peut apercevoir le Sart-Tilman, l'Aéroport de Liège, la centrale nucléaire de Tihange et celle de Chooz, les lumières de Namur... Soit sur plus de septante kilomètres ce qui en fait une des vues les plus dégagées en Belgique.